# Tom Vandeput
Tom Vandeput (Hasselt, 21 augustus 1983) is een Belgisch politicus voor de CD&V.

## Levensloop

### Opleiding
Tom Vandeput studeerde af aan het Virga Jessecollege te Hasselt en volgde nadien vruchteloos les aan de faculteit Politieke en Sociale Wetenschappen aan de Katholieke Universiteit Leuven.

### Politieke carrière
In 2006 nam hij deel aan de gemeenteraadsverkiezingen in Hasselt, op verzoek van Europarlementslid Ivo Belet, die lijsttrekker was tijdens deze verkiezingen. Vanop plaats 5 werd hij met 1.300 voorkeurstemmen op 22 jaar rechtstreeks verkozen als jongste gemeenteraadslid van Hasselt. Datzelfde jaar werd hij jongerenvoorzitter van CD&V Hasselt.
In 2009 wisselde hij zijn job bij het provinciebestuur in voor de Confederatie Bouw Limburg, waar hij als manager verantwoordelijk werd voor de externe communicatie en belangenbehartiging. Via deze functie maakte hij kennis met de Limburgse bedrijfswereld, in het bijzonder de bouwsector.
In januari 2011 werd Tom Vandeput schepen van de stad Hasselt in de bestuursploeg sp.a–CD&V–Vld–Groen. Hij volgde Johan Vanmuysen op en werd als schepen bevoegd voor Openbare Werken, Gebouwen, Groenbeheer, Reiniging en Nutsvoorzieningen. Hij legde gelijktijdig zijn functie bij Confederatie Bouw Limburg neer.
Ook werd hij datzelfde jaar voorzitter van de Raad van Bestuur van de vzw Grenslandhallen - Ethias Arena. Als voorzitter van de grootste evenementensite in België (Ethias Arena – Grenslandhallen – Plopsa Indoor), wist hij de raad van bestuur ervan te overtuigen om de deficitaire exploitatie te privatiseren. Na marktraadpleging werd de uitbating overgedragen aan NV Antwerps Sportpaleis. De vzw werd vervolgens onder zijn voorzitterschap geherstructureerd naar een patrimoniumvennootschap.
Na de gemeenteraadsverkiezingen van 2012 werd in Hasselt een nieuwe bestuurscoalitie gevormd tussen Helemaal Hasselt en CD&V. Vandeput werd opnieuw schepen, dit keer met als bevoegdheden Economie, Ruimtelijke ordening, Grondbeleid en Landbouw. Ook bleef hij voorzitter van de vzw Grenslandhallen. In 2013 werd discotheek Versuz gebouwd op deze evenementensite.
Op 19 december 2014 werd hij, op voordracht van de Vlaamse minister van Financiën, door de Vlaamse regering aangesteld als regeringscommissaris van het Agentschap voor Ondernemersvorming - SYNTRA Vlaanderen.
Tom Vandeput was op 14 oktober 2018 CD&V-lijsttrekker voor de provincieraadsverkiezingen in Limburg. Hij behaalde hierbij 11.674 voorkeurstemmen. Gelijktijdig stond Vandeput op plaats 2 voor de gemeenteraadsverkiezingen en werd voor de 3e legislatuur verkozen in de Hasseltse gemeenteraad. CD&V droeg hem voor als provinciaal gedeputeerde voor de belangrijke post van Economie en Europese aangelegenheden. Hij werd ook voorzitter van de Provinciale Ontwikkelingsmaatschappij van Limburg (POM Limburg) en voorzitter van de raad van bestuur van LSM, de stichting die de dividenden beheert van de Limburgse investeringsmaatschappij LRM.
Vandeput is of was als Hasselts gemeenteraadslid en schepen ook politieraadslid van politiezones HAZODI en Limburg Regio Hoofdstad, lid van de raad van bestuur van de intercommunale HeLics, lid van de raad van bestuur van Corda INCubator, lid van de raad van bestuur van de Intercommunale Watermaatschappij (IWM) en lid van de raad van bestuur van het Autonoom Gemeentebedrijf Hasselt.
Als provinciaal gedeputeerde is hij ook lid van de raden van bestuur van Audit Vlaanderen, EnergyVille, droneport.eu, Corda Campus en BioVille, voorzitter van het Wetenschapspark Limburg.

### Persoonlijk
Hij is de jongste zoon van CD&V-politicus Marc Vandeput, van 2000 tot 2016 eerste gedeputeerde van Limburg.
Hij is ook lid van de adviesraad van het Circuit Zolder en gewezen lid van de raad van bestuur van Flanders Nippon Golf in Hasselt.